# Consumentenprogramma
Een consumentenprogramma is een radio- of televisieprogramma waarin aandacht wordt besteed aan consumentenproblemen of productvergelijkingen worden gedaan. De programma's brengen reportages over problemen van consumenten, of doen aan onderzoeksjournalistiek om bepaalde praktijken aan het licht te brengen.

## Lijst van consumentenprogramma's

### België

#### Radio
- De Inspecteur
- Inspecteur Decaluwé
- Peeters & Pichal

#### Televisie
- FactCheckers
- Images à l'appui
- Ook getest op mensen
- Op de koop toe
- Stressvakantie
- Volt
- Voor hetzelfde geld
- Wikken en Wegen

### Nederland

#### Radio
- Radio Kassa

#### Televisie
- Kassa, Kassa 2, Kassa 3 en Kassa Groen
- Kieskeurig
- Meldpunt (voorheen Knelpunt)
- Koning Klant
- Ook dat nog!
- Opgelicht?!
- TROS Radar
- Kanniewaarzijn
- Keuringsdienst van Waarde
- Broodje Gezond

#### Webserie
- BOOS

## Verenigd Koninkrijk
- Rogue Traders
- Watchdog